# Caroline Schermerhorn Astor
Caroline "Lina" Webster Schermerhorn (Manhattan, 22 de septiembre de 1830-Newport, 30 de octubre de 1908) fue una prominente socialite estadounidense de finales del siglo XIX que dirigió el elitista grupo social de los Cuatrocientos. Conocida más tarde como "la Señora Astor", fue la esposa del empresario, propietario y criador de caballos de carreras, y dueño de yates William Backhouse Astor Jr. Fue madre de cinco hijos, incluyendo el coronel John Jacob Astor IV, que pereció en el RMS Titanic. A través de su matrimonio, fue miembro de la prominente familia Astor y matriarca de la línea masculina de los Astor estadounidenses.

## Primeros años

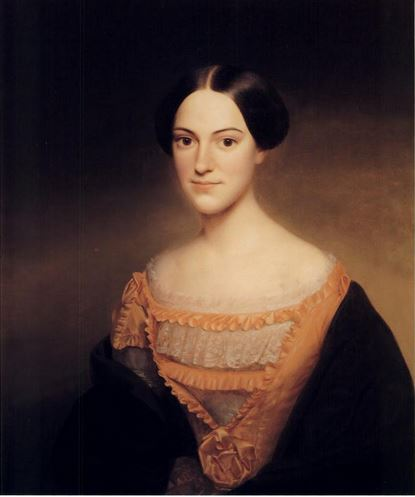
Retrato de Caroline Webster Schermerhorn, 1860.

Lina nació el 21 de septiembre de 1830 en una rica familia que formaba parte de la aristocracia holandesa de la ciudad de Nueva York, descendientes de los colonos fundadores de la ciudad. Su padre, Abraham Schermerhorn (1783–1850), y la familia Schermerhorn en general se dedicaban al transporte marítimo. Al momento del nacimiento de Lina, Abraham tenía un patrimonio de medio millón de dólares. Su madre era Helen Van Courtlandt (de soltera, White) Schermerhorn (1792–1881). Lina era su noveno vástago. Su hermana mayor Elizabeth se casó con el general James I. Jones, que poseía una gran granja en el alto Manhattan llamada Jones's Wood.
Sus abuelos maternos eran Henry White y Anne (de soltera, Van Cortlandt) White. Sus abuelos paternos eran Peter Schemerhorn y Elizabeth (de soltera, Bussing) Schemerhorn. Su primo hermano, William Colford Schermerhorn, era el padre de Annie Schermerhorn Kane, esposa de John Innes Kane (un bisnieto de John Jacob Astor).
En el momento de su nacimiento, su familia vivía en 1 Greenwich Street, cerca de Bowling Green, pero el crecimiento de la población y urbanización creciente del bajo Manhattan en la década de 1830 llevó a la familia a mudarse a 36 Bond Street, cerca de la muy de moda Lafayette Place, que había sido desarrollada por el abuelo paterno de su futuro marido, el comerciante de pieles John Jacob Astor.
La joven Lina fue educada en una escuela dirigida por la señora Bensee, una emigrada francesa. Allí aprendió a hablar francés con fluidez.

## Matrimonio y familia

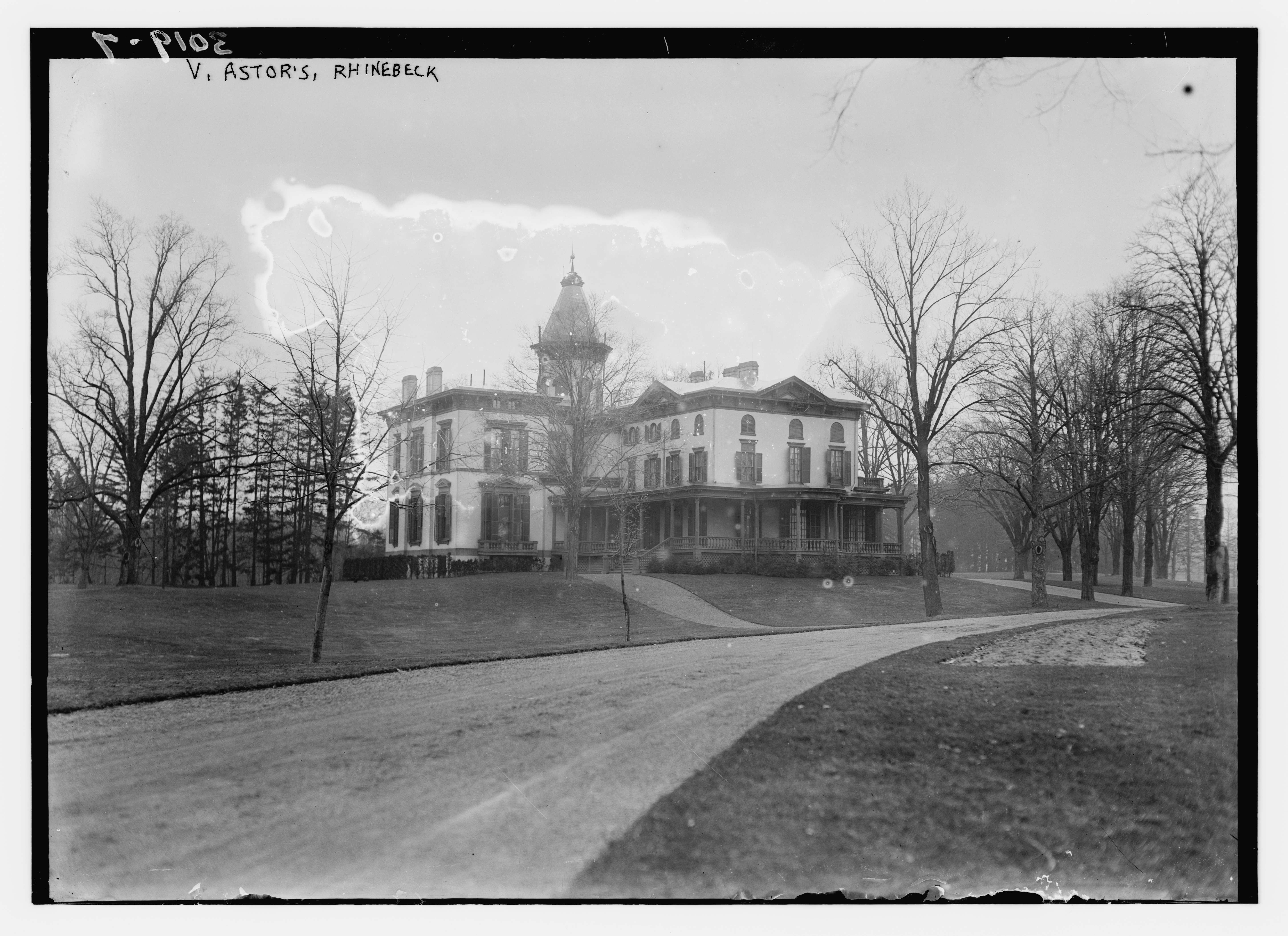
Ferncliff, la finca campestre de la familia Astor en Rhinebeck, Nueva York.

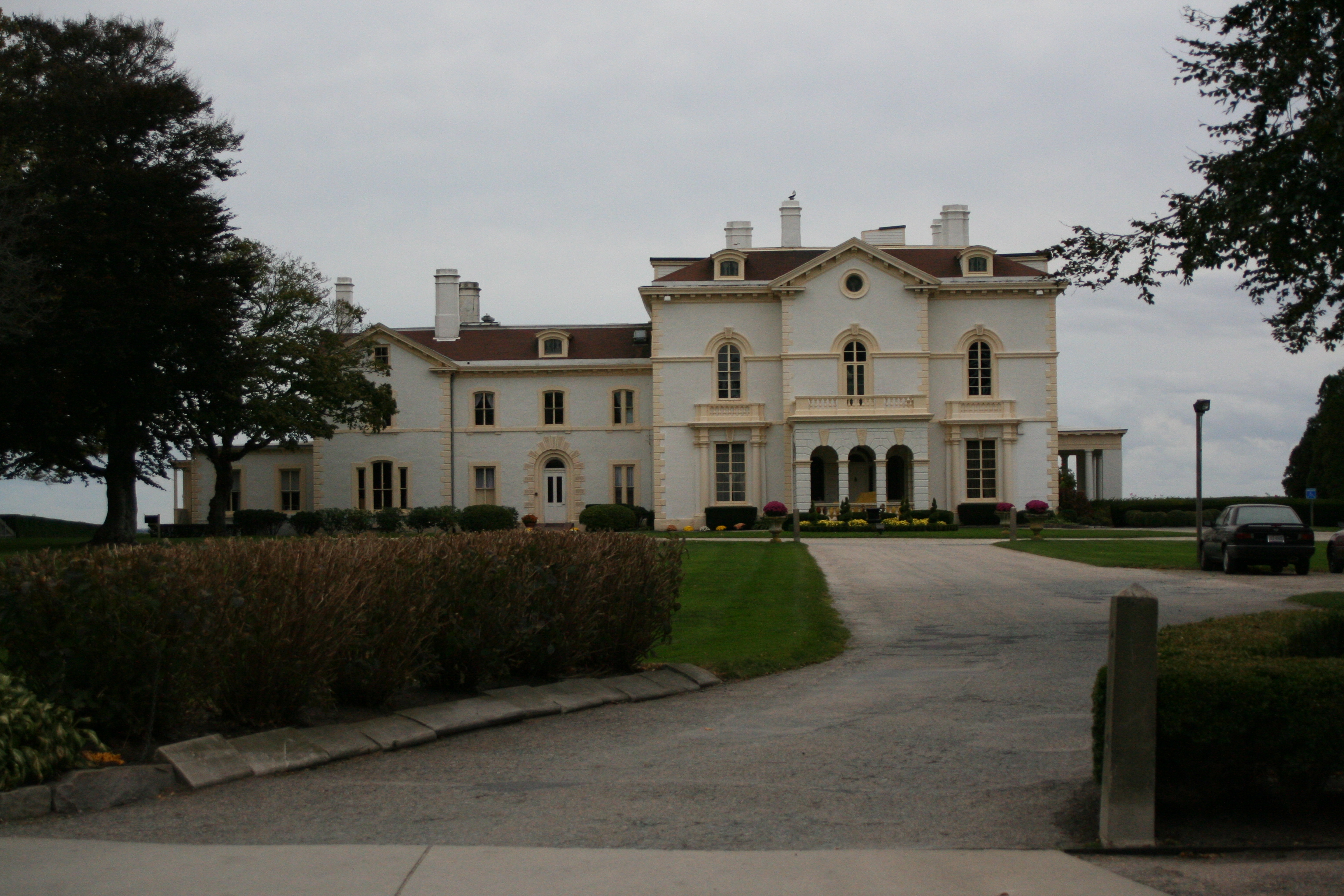
Beechwood, la casa de verano de los Astor en Newport, Rhode Island.

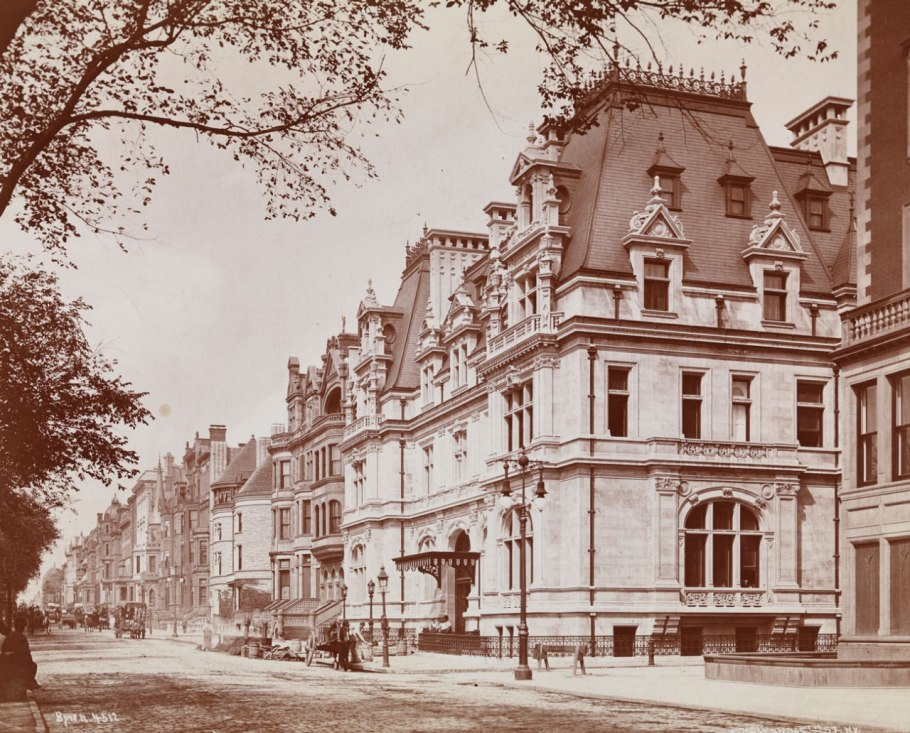
841 Quinta Avenida en Manhattan, 1895.

El 23 de septiembre de 1853, se casó con William Backhouse Astor Jr. (1829–1892) en la iglesia de la Trinidad. Su marido era el hijo mediano del empresario inmobiliario William Backhouse Astor Sr. y su esposa Margaret Alida Rebecca Armstrong. Su abuelo paterno era John Jacob Astor y sus abuelos maternos eran el senador John Armstrong Jr. y Alida (de soltera, Livingston) Armstrong, hija de Robert Livingston de la familia Livingston.
La familia de su marido, los Astor, había hecho su fortuna inicialmente a través del comercio de pieles, y más tarde invirtiendo en bienes raíces en la ciudad de Nueva York en expansión. A pesar de la riqueza de la familia Astor, Lina tenía un estatus superior como miembro de una antigua familia fundadora.
Tuvieron cinco hijos:
- Emily Astor (1854–1881), que se casó con James John Van Alen (1848–1923), político y deportista, y tuvieron tres hijos.
- Helen Schermerhorn Astor (1855–1893), que se casó con James Roosevelt "Rosey" Roosevelt (1854–1927), diplomático y medio hermano mayor del futuro presidente Franklin Delano Roosevelt, y tuvieron dos hijos.
- Charlotte Augusta Astor (1858–1920), que se casó con James Coleman Drayton y tuvieron cuatro hijos. Más tarde se casó en segundas nupcias con George Ogilvy Haig.
- Caroline Schermerhorn "Carrie" Astor (1861–1948), que se casó con Marshall Orme Wilson, hermano del banquero Richard Thornton Wilson, Jr. y la socialite Grace Graham Wilson, en 1884 y tuvieron dos hijos.[11]
- John Jacob "Jack" Astor IV (1864–1912), que se casó con Ava Lowle Willing (1868–1958), una socialite, y tuvieron dos hijos, más tarde se casó en segundas nupcias con la socialite Madeleine Talmage Force (1893–1940), hermana de la socialite e inversora inmobiliaria Katherine Emmons Force, y tuvieron un hijo.

## Socialite
Aunque popularmente se la imaginaba completamente ocupada en su vida social, durante sus dos primeras décadas de casada, Lina Astor estuvo principalmente ocupada en criar a sus cinco hijos y dirigir su casa, como era todavía lo común incluso en mujeres de su estatus a mediados del siglo XIX. Debido a la herencia de sus padres, Lina tenía su propio dinero, por lo que era menos dependiente de su marido que la mayoría de las mujeres de su época.
En 1862, ella y su marido construyeron una gran casa adosada de cuatro fachadas en el estilo de ladrillo rojizo y piedra blanca recientemente de moda en 350 Quinta Avenida, el sitio actual del Empire State Building. La casa estaba al lado de la del hermano mayor de su marido, John Jacob Astor III; las dos familias fueron vecinas durante 28 años, aunque las esposas de los hermanos Astor no se llevaban bien. Los Astor también poseían una "magnífica cabaña de verano" en Newport, Rhode Island, llamada Beechwood, la cual contaba con un salón de baile lo suficientemente grande como para caber "Los 400" – los miembros de la alta sociedad neoyorquina más a la moda.

### Árbitro de la alta sociedad

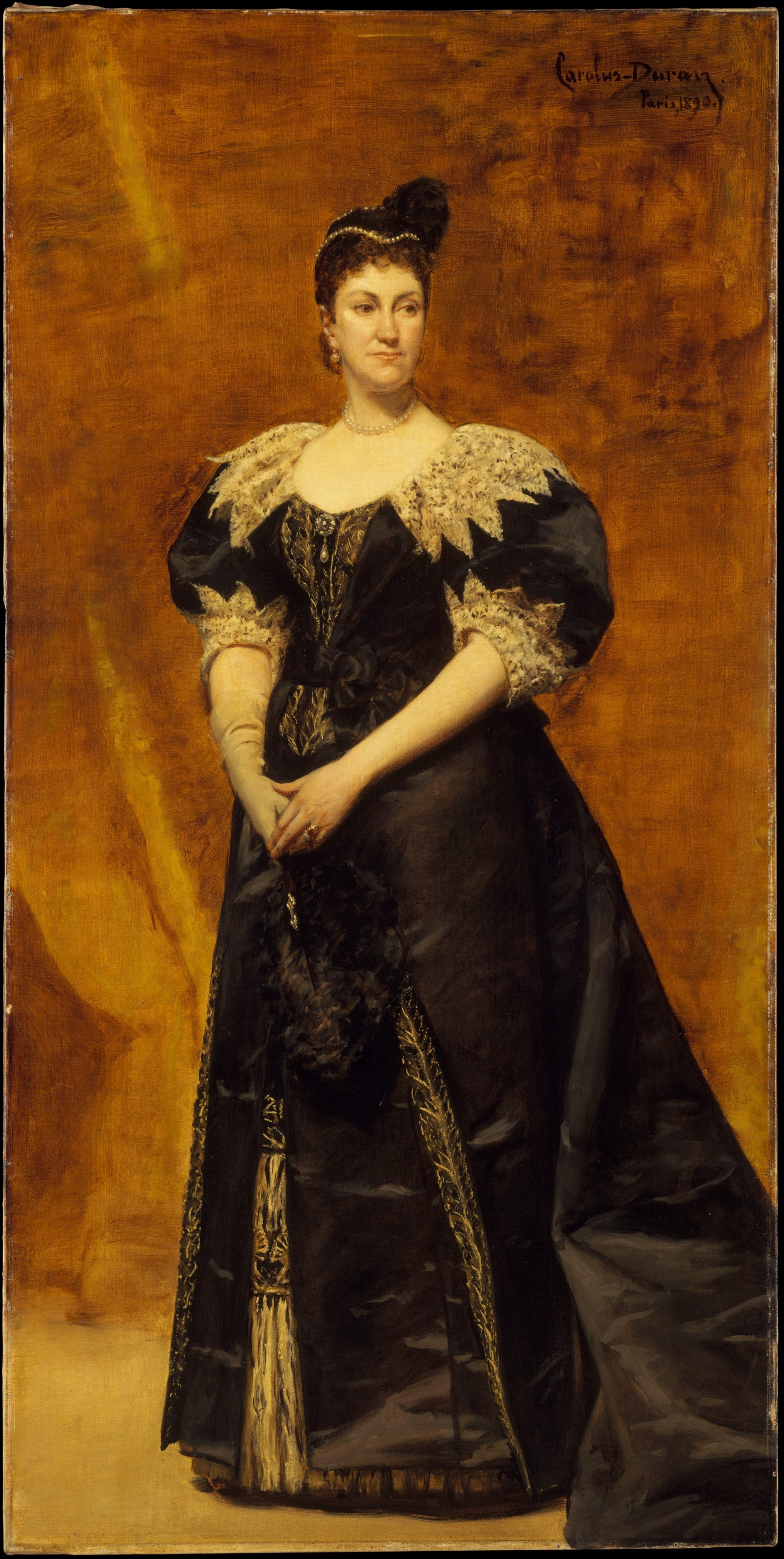
Retrato de Astor por Carolus-Duran, 1890, pintado en París y ahora en el Museo Metropolitano de Arte. Esta pintura estaba colocada prominentemente en la casa de la señora Astor; se situaba delante de ella cuando recibía a los invitados a sus recepciones.

En las décadas que siguieron a la Guerra de Secesión la población de Nueva York creció exponencialmente, e inmigrantes y nuevos ricos arribistas del Medio Oeste empezaron a desafiar el dominio de la antigua élite original. Asistida por el árbitro social Ward McAllister, Lina intentó codificar un comportamiento apropiado y etiqueta, así como determinar quién era aceptable en el círculo tradicional de entre los arrivistes en una ciudad cada vez más heterogénea. Lideraba a los campeones de la tradición y las fortunas antiguas.
McAllister una vez declaró que, entre las familias inmensamente ricas del Nueva York de la Edad Dorada, había solo 400 personas que podrían ser contadas como miembros de la alta sociedad de moda. No llegó, como generalmente se cree, a este número basándose en las limitaciones del salón de baile de la señora Astor (McAllister, primo político de Astor, por matrimonio, se refirió a ella como la "Rosa Mística"). La falta de interés de su marido en la vida social no la detuvo sino que alimentó sus florecientes actividades sociales, que fueron aumentando en intensidad a medida que sus hijos crecían.
Lina fue la principal autoridad entre la "aristocracia" o "dinero viejo" del Nueva York de finales del siglo XIX. Organizaba ornamentadas y elaboradas recepciones y eventos para ella y los miembros de la élite de la alta sociedad. A nadie se le permitía asistir sin una tarjeta de visita oficial de la anfitriona. Los grupos sociales de Lina estaban dominados por damas "aristocráticas" de fuerte voluntad. Estos encuentros sociales dependían de la publicidad y el lujo más llamativo. Ella y sus damas eran las máximas representantes de la "Aristocracia", o Dinero Viejo, mientras que los nuevos ricos, liderados por la familia Vanderbilt representaban el Dinero Nuevo.

### Relación con los Vanderbilt
Los Vanderbilt, como miembros de la alta sociedad de Nueva York a través de la gran fortuna que la familia había ganado más que heredado, representaban un tipo de riqueza que aborrecían Astor y su grupo. La señora Astor encontraba de mal gusto el dinero amasado con el ferrocarril. Por esta razón, Astor era reticente en invitar a las chicas Vanderbilt a sus cenas y bailes. En 1883, sin embargo, Astor se vio obligada a reconocer formalmente a la rica socialite Alva Erskine Smith, primera esposa del criador de caballos y director de ferrocarril William Kissam Vanderbilt, proporcionando así a los Vanderbilt, la fortuna "nueva" más grande de Nueva York, la entrada al más alto peldaño de la sociedad.
Una leyenda que circula por Nueva York declara que Alva Vanderbilt había planeado un elaborado gran baile de disfraces para celebrar el estreno de su casa, como entretenimiento especialmente para los más jóvenes de la alta sociedad, pero en el último minuto notificó a la joven Caroline Astor (la hija menor de Lina) que, siguiendo el protocolo tradicional, no podría participar, porque Astor nunca había invitado formalmente con anterioridad a Vanderbilt. También probablemente, Astor había notado el creciente perfil social de la familia Vanderbilt, dirigida por Alva y Willie y, viéndolos como aliados útiles en sus esfuerzos para mantener la exclusividad de la alta sociedad de Nueva York, llamó entonces formalmente a los Vanderbilt antes del lujoso baile de Alva, al que la misma Astor asistió. Los Vanderbilt fueron posteriormente invitados al baile anual de Astor, un reconocimiento formal de su plena aceptación en el escalafón superior de la sociedad neoyorquina.

### Uso de "Señora Astor"
Hasta 1887, Lina Astor había sido formalmente conocida como "Señora de William Astor", pero cuando Charlotte Augusta Gibbes falleció ese año, acortó su título formal a "Señora Astor", pues se había convertido desde ese momento en la dama Astor de mayor edad. El hijo de Charlotte, William Waldorf Astor, sentía que su propia esposa, Mary "Mamie" Dahlgren Paul, debía ser "la Señora Astor". Con la muerte de John Jacob Astor III en 1890, William Waldorf Astor había heredado la participación de su padre en el patrimonio y negocios Astor, convirtiéndose en el siguiente patriarca de la familia Astor. En su mente, este hecho convertía todavía más propiamente a Mamie en "La señora Astor". Pero Mamie era dieciocho años más joven que Lina y carecía de su poder social.
Sin embargo, sus nuevos intentos de desafiar la preeminencia de Lina en la alta sociedad de Nueva York fracasaron, y pronto se mudó con su familia a Inglaterra, donde más tarde se convirtió en vizconde.

### Hotel Waldorf-Astoria

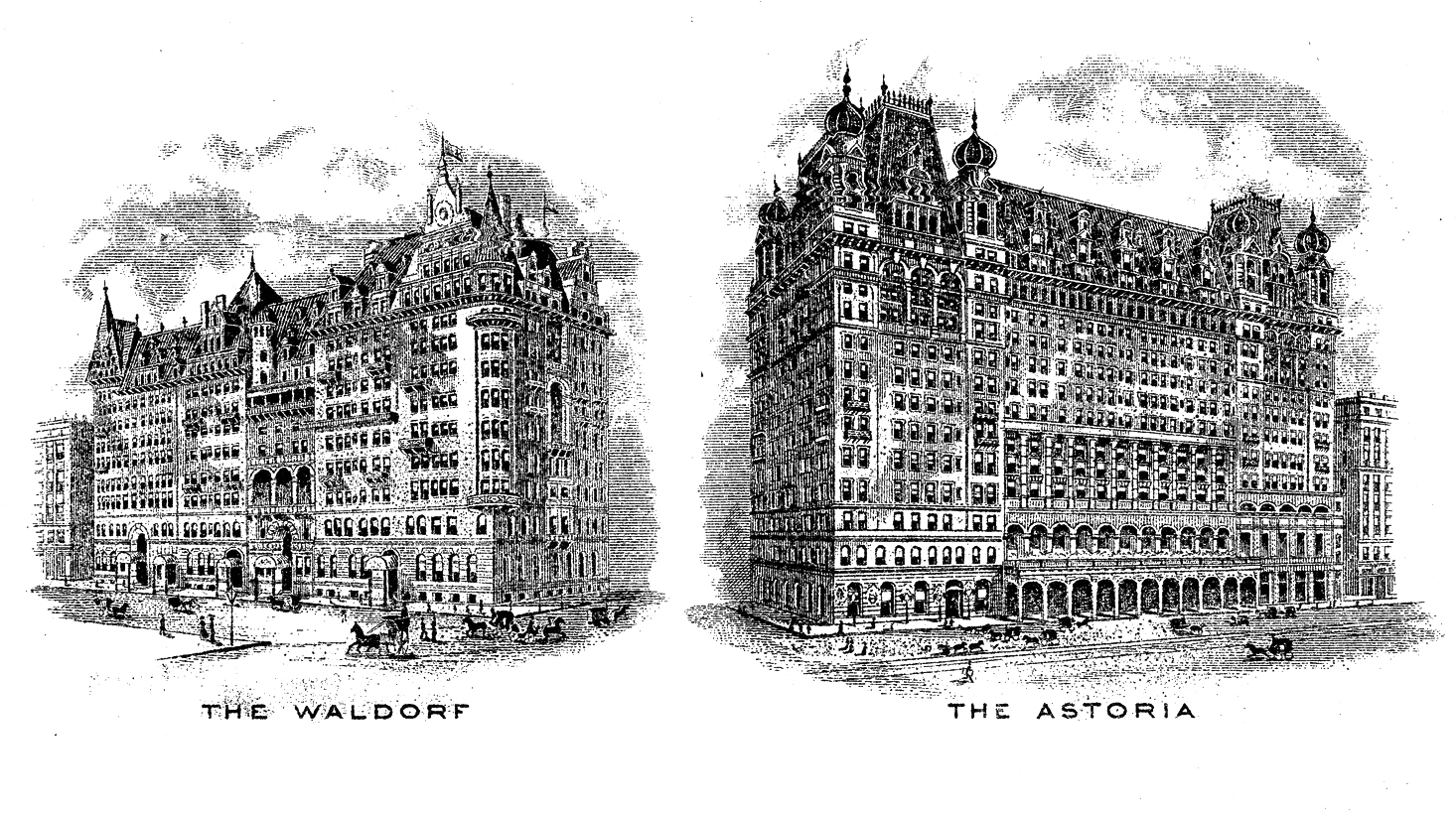
Viñetas grabadas de los hoteles originales c. 1915.

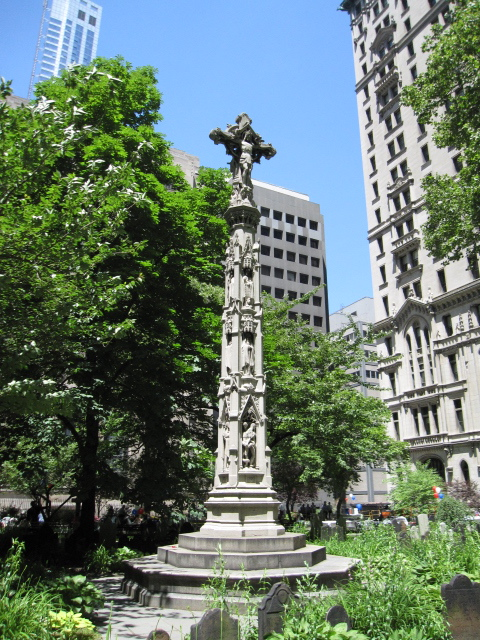
Caroline Astor arregló un cenotafio en el cementerio de la iglesia de la Trinidad.

En represalia por la intransigencia de su tía, William Waldorf Astor derribó la casa de su padre y la reemplazó por el primer Hotel Waldorf. El hotel fue específicamente diseñado para eclipsar la mansión de la señora Astor, que estaba justo al lado. El Hotel Waldorf tenía trece pisos de alto y fue construido en forma de castillo alemán del Renacimiento: por tanto, no solo eclipsó a Lina, si no a todas las demás estructuras del vecindario. La señora Astor declaró sobre el hotel, "hay una taberna glorificada al lado".
Hasta que la opulencia del Hotel Waldorf revolucionó la forma en que la alta sociedad de Nueva York socializaba públicamente, la sociedad educada no se reunía en lugares públicos, especialmente en hoteles. Poco dispuestos a vivir al lado de la última atracción y sensación pública de la ciudad, ella y su hijo, Jack, primero contemplaron derribar su casa y reemplazarla por establos y caballerizas. Finalmente ella y Jack derribaron su casa y levantaron otro hotel en su sitio, el Astoria, y pronto los dos hoteles se fusionaron y convirtieron en el Hotel Waldorf-Astoria original. Por tanto, Astor construyó una mansión doble, una de las más grandes jamás construidas en Nueva York, para ella y su hijo, con la señora Astor ocupando la residencia del norte, 841 Quinta Avenida y su hijo ocupando la mitad del sur, 840 Quinta Avenida.
La mansión de los Astor en la Quinta Avenida y el Hotel Astoria fueron finalmente derribados en 1927 y 1928 para dar paso a la sinagoga Emanu-El y el Empire State Building, respectivamente.

## Muerte, tumba, y legado
Cuando se mudó a su nueva casa frente a Central Park, en la esquina de 65.ª Street, su marido había muerto, vivía con su hijo y su familia. Astor pasó sus últimos años sufriendo demencia crónica, y murió a los setenta y ocho años el 30 de octubre de 1908, siendo enterrada en el cementerio de la iglesia de la Trinidad en el norte de Manhattan.
Su hija menor, Carrie, erigió un cenotafio conmemorativo de 11,9 m de alto en su memoria, además de su tumba en la parte alta de la ciudad. La inscripción está datada A.D. MDMXIV y el cenotafio se encuentra dentro del pequeño cementerio en la intersección de Broadway y Wall Street, en que están enterrados muchos de los primeros estadounidenses prominentes.
La fecha romana MDMXIV es una equivocación y posiblemente debería haber sido MCMXIV, 1914.
Tras la muerte de la señora Astor, se dice que se necesitaron tres mujeres para desempeñar su papel en la alta sociedad neoyorquina: Marion Graves Anthon Fish, esposa de Stuyvesant Fish, Theresa Fair Oelrichs, esposa de Hermann Oelrichs, y Alva Belmont, por entonces la mujer de Oliver Belmont.